# 영창 (징계)
영창(營倉)은 군대에서 병(군인)을 특정한 장소에 단기간(15일 이내) 동안 구금하는 형을 의미한다. 혹은 이러한 처벌이 행해지는 장소를 의미하는 것이기도 하다. 1896년 1월 24일 고종이 내린 칙령 제11호로 '육군 징벌령'이 제정되면서 시작된 영창은 15일 이내의 일정 기간 구금 장소에 감금하는 징계처분으로, 신체의 자유에 대한 영장주의를 위반한다는 위헌 논란이 일었으며 2020년 8월 5일부터 시행하는 군인사법에 의해 영창제도가 폐지되면서 군기교육대로 대체한다. 교도소 미결 기결 수용자에 대한 징벌 제도와 비슷하다.

## 대한민국국군의군인사법에 의한 영창 관련 법률
(현재 군인사법 개정으로 폐지되었으며 이는 현재의 법률이 아니다.)

제59조의2(영창의 절차 등)

① 영창은 휴가 제한이나 근신 등으로 직무 수행의 의무를 이행하게 하는 것이 불가능하고, 복무규율을 유지하기 위하여 신체 구금이 필요한 경우에만 처분하여야 한다.

② 영창은 징계위원회의 의결을 거쳐 병의 인권보호를 담당하는 군법무관(이하 "인권담당 군법무관"이라 한다)의 적법성 심사를 거친 후에 징계권자가 처분한다. 다만, 해외 순방 중인 함정에 있거나 그 밖에 대통령령으로 정하는 긴급한 사유로 인권담당 군법무관의 적법성 심사를 받을 수 없는 경우에는 그러하지 아니하다.

③ 인권담당 군법무관은 징계 사유, 징계 절차 및 징계 정도의 적정성 등 영창처분의 적법성에 관한 심사를 하고 그 의견을 징계권자에게 통보하여야 한다.

④ 인권담당 군법무관은 국방부와 그 직할 부대 또는 기관의 경우에는 국방부장관이 그 소속 군법무관 중에서 임명하고, 각군의 경우에는 참모총장이 그 소속 군법무관 중에서 임명한다.

⑤ 제3항에 따른 심사의견을 통보받은 징계권자는 그 의견을 존중하여야 한다. 이 경우 징계위원회의 징계의결 사유가 제56조에 따른 징계사유에 해당되지 아니한다는 의견인 경우에는 해당 영창처분을 하여서는 아니 되고, 징계 대상자에게 진술할 기회를 주지 아니한 경우 등 절차에 중대한 흠이 있다고 인정한 의견인 경우에는 다시 징계위원회에 회부(回附)할 수 있다.

⑥ 징계권자는 영창을 집행한 때부터 48시간 이내에 영창처분을 받은 사람의 법정대리인, 배우자, 직계친족, 형제자매 중 영창처분을 받은 사람이 지정한 사람에게 징계사건명, 집행 일시, 집행 장소, 징계 사실의 요지, 징계 사유 및 징계처분의 효과를 알려야 한다. 다만, 영창처분을 받은 사람이 통지를 원하지 아니하는 경우에는 그러하지 아니하다.
[전문개정 2011.5.24]
과거에는 하사관(현 부사관)에 대한 징계이기도 하였다. 이는 하사관에 대한 경징계로 분류되었다.